# Nazz
Nazz var en amerikansk rockgrupp, aktiv i slutet av 1960-talet. 
Nazz bildades 1967 i Philadelphia av gitarristen Todd Rundgren och basisten Carson Van Osten. Innan deras första spelning, som förband åt The Doors i juni 1967, hade även sångaren och keyboardisten Robert Antoni och trummisen Thom Mooney anslutit sig. Efter att ha fått kontrakt med SGC Records gav gruppen i oktober 1968 ut debutalbumet Nazz. Deras första singel "Hello It's Me" var en mindre hit, men skulle bli mer känd när Rundgren spelade in den som soloartist några år senare.
Bandets andra album, Nazz Nazz, gavs ut 1969. Albumet hade ursprungligen planerats som ett dubbelalbum med titeln Fungo Bat. När det kortades ner till en skiva ströks ett antal låtar på vilka Rundgren, som var bandets huvudsakliga låtskrivare, sjöng. Besviken över detta lämnade han bandet senare samma år, liksom Van Osten. Stewkey tog nu kontrollen över bandet, tog bort Rundgrens röst på de överblivna låtarna efter Nazz Nazz och ersatte med sin egen. Resultatet blev Nazz III, som gavs ut 1970 men floppade. Bandet upplöstes kort därefter.

## Medlemmar
- Todd Rundgren – sologitarr
- Carson Van Osten – basgitarr
- Thom Mooney – trummor
- Robert "Stewkey" Antoni – sång, keyboard

## Diskografi
Studioalbum
- 1968 – Nazz
- 1969 – Nazz Nazz
- 1970 – Nazz III

Singlar
- 1968 – "Open My Eyes" / "Hello It's Me"
- 1969 – "Hello It's Me" / "Crowded"
- 1969 – "Not Wrong Long" / "Under the Ice"
- 1970 – "Some People" / "Magic Me"
- 1997 – "Sydney's Lunch Box" / "It Must Be Everywhere"

Samlingsalbum
- 1984 – Best of Nazz
- 1998 – Thirteenth and Pine
- 2002 – Open Our Eyes: The Anthology
- 2006 – Nazz Nazz - Including Nazz III - The Fungo Bat Sessions